# Ricardo Macías Picavea
Ricardo Macías Picavea (Santoña, 17 de junio de 1847-Valladolid, 11 de mayo de 1899) fue un escritor, geógrafo, periodista y pensador español perteneciente al regeneracionismo.

## Biografía
Bachiller en Artes en 1863 en Valladolid, estudió Derecho y Filosofía y Letras en las Universidades de Valladolid y Madrid, si bien no llegó a concluirlos por un fundamental desacuerdo respecto a los sistemas de enseñanza. Profesor de instituto en 1874, en las asignaturas de latín y geografía, se doctoró en 1876. Su vida trascurrió en Valladolid, donde desarrolló su labor como catedrático del Instituto Zorrilla, intelectual y escritor.
Sin ser estrictamente krausista, fue discípulo de Julián Sanz del Río, a quien Macías conoció en la Universidad de Madrid, y de Nicolás Salmerón, de aquí su republicanismo progresista. Macías desarrolla y difunde su pensamiento en el ámbito local, provincial y regional, desde su centro vallisoletano. Hacia 1876 se orienta hacia el positivismo. Fue un comunicador más radical que sus contemporáneos regeneracionistas.
Participó en la reforma administrativa del Ejército, pero no en la revolución de 1868 contra Isabel II. Reformó, junto al Marqués de Sandoval, la instrucción pública, y también participó en la reforma educativa en 1884 con Alejandro de Groizard. En 1885 estuvo en el Consejo de Administración de la nueva Caja de Ahorros y Monte de Piedad.[¿cuál?]
Estuvo en el Ayuntamiento Republicano de Valladolid desde que fue elegido concejal en 1891 hasta que abandonó voluntariamente en 1895 como reacción a lo que el llamó «acomodamiento del republicanismo a la Restauración».[cita requerida]
El 9 de abril de 1899, poco después de ver la luz pública el libro El problema nacional, contrajo su autor la enfermedad que acabó con su vida el 11 de mayo de 1899 a los 51 años y está enterrado en el Panteón de Hijos Vallisoletanos Ilustres del Cementerio de El Carmen de Valladolid.

## Obra
Macías defendió un modelo orgánico de sociedad que reafirmaba el papel fundamental de los cuerpos intermedios (familia, municipio, provincia, región y corporaciones) frente al individualismo russoniano. Quiso una reforma agraria y recomendó la desobediencia civil. También defendió el darwinismo contra los ataques de los neocatólicos.

### El problema nacional
En El problema nacional. Hechos, causas, remedios (Madrid, 1899), la primera lección que transmite es la rotunda desmitificación de la España austracista, que interpretó como una gran desviación de nuestra evolución orgánica:
No. Carlos V y Felipe II fueron dos césares germánicos, que mataron primero el alma de España, y luego hicieron servir su robusto cuerpo, el cuerpo titánico que les legaron los Reyes Católicos, a la persecución loca y tenaz de los para nosotros exóticos ensueños e ideales que constituía la tradición perpetua del imperialismo alemán.
Ahora bien, su blanco principal es el caciquismo político y la ficticia democracia imperantes en la España de la Restauración, lo que Macías llama «el engranaje de la máquina» del «sistema»:
El  plan que a él preside es el siguiente: que el mecanismo produzca una apariencia de sistema constitucional parlamentario persistiendo, sin embargo, prácticamente el régimen personal y absoluto, aunque aliado, no con una aristocracia nacional, ni menos con género alguno de democracia, sino con una oligarquía de caciques. Con arreglo al cual designio, el Rey, en primer término (y lo mismo  hizo, y volvería a hacer, el Presidente de la República), nombra bajo la dirección de los Caciques Supremos (Cánovas y Sagasta hasta ahora) a los Grandes Caciques de turno, para que figuren la formación de un ministerio a la europea.
Así, se sitúa en la línea regeneracionista, cuya máxima figura fue Joaquín Costa; en efecto, El problema nacional comparte el diagnóstico de Costa en Oligarquía y caciquismo (1901). También desarrolla en esta obra una crítica feroz al sistema de partidos:
Se acabaron los llamados partidos, que no son sino bandos asoladores de caciques, explotadores y enemigos del Rey (e igualmente de la República siendo republicanos) y del Pueblo, del Ejército y de la Iglesia, de la Justicia y de la Enseñanza, del Estado y del ciudadano, de España entera, víctima de sus insaciables ambiciones y bárbaras rapiñas. Toda esa borra insepulta de conservadores, fusionistas, federales, republicanos progresistas, centralistas, íntegros, unionistas-católicos, carlo-eclesiales y carlo-fin-de-siglo hay que barrerla al hoyo del spoliarium hasta enterrarla, esterilizar y antiseptizarla en lo más hondo de donde nunca debió salir.
Macías plantea problemas y apuntaba soluciones concretas que, en parte, pretendían situarse por encima de las meras ideologías. Parte Macías de un cierto optimismo: las limitaciones geográficas y raciales de los españoles son superables mediante la educación y el abordaje de cuestiones económicas estructurales como la del aprovechamiento de los recursos hídricos.
También hace un análisis del sistema educativo. Para él la enseñanza es libresca y memorística, sin práctica ni experimentación en laboratorio, sin crítica de fuentes; no hay interés por cómo se hace la ciencia: «eso no se enseña en España»... Los estudiantes viven fuera de sus casas, sin ninguna disciplina, sin vida corporativa, disipados, holgazanes, armadores del escándalo y frecuentadores de garitos. Huelgas y vacaciones constantes. Los profesores dejan un momento la clínica o el bufete y explican la materia a un grupo numeroso, aburrido, indiferente; por la tarde al paseo... Y después, antes de los exámenes todo se remedia con un manual y el programa de la asignatura. Los padres presionan y piden carreras fáciles... Los manuales quizá no son caros, tampoco obligatorios, pero son buena expresión del nivel existente, salvadas las excepciones: «Doctrinas arqueológicas, teorizaciones de invención arbitraria, errores increíbles, ignorancias inexplicables, lenguaje sin arte, y aun sin gramática...». Los datos estadísticos sobre los costes públicos de la enseñanza —mínimos— completan su crítica. En sus recetas sobre las universidades, señala que bastan cuatro centros, todos con el doctorado, completos; con laboratorios, museos y bibliotecas, ejercicio constante de los alumnos; cursos normales y otros especiales por catedráticos, agregados y ayudantes; disciplina sobre la vida de los escolares, vigilancia de hospedajes, corporaciones de estudiantes para el estudio y trabajo, excursiones, juegos y deportes.

### Otras obras
Publicó artículos políticos en un periódico republicano de Valladolid que llegó a dirigir, La Libertad (1881), que han sido recogidos por Fernando Hermida de Blas (Artículos de La Libertad... Valladolid, Junta de Castilla y León-Consejería de Educación y Cultura, 1998).
Fue el autor además de Apuntes y estudios sobre la instrucción pública y sus reformas 1882, Geografía elemental. Compendio didáctico y racionado 1895, La muerte de Cervantes y La mecánica del choque. Es también autor de poemas; como narrador se le enclava dentro del naturalismo por sus novelas El derecho de la fuerza y La Tierra de Campos (1898), que pasaron prácticamente desapercibidas, y donde, con gran amenidad, hace gala de un fino y agrio humor.
La Tierra de Campos está ambientada en las crisis agrarias de los años ochenta, aunque parte de lugares conocidos como Medina de Rioseco, se sitúa en un lugar imaginario llamado Valdecastro, supuestamente situado a medio camino entre Urueña, Tiedra y Mota del Marqués (que llama Mauda en la novela). El protagonista de la novela es Manuel Bermejo, que regresa a su tierra para iniciar una aventura regeneradora basada en la explotación racional y científica de la tierra.